# Antón Chermashéntsev
Antón Víktorovich Chermashéntsev –en ruso, Антон Викторович Чермашенцев– (Novosibirsk, URSS, 21 de junio de 1976) es un deportista ruso que compitió en remo.
Participó en dos Juegos Olímpicos de Verano, en los años 1996 y 2000, obteniendo una medalla de bronce en Atlanta 1996, en la prueba de ocho con timonel.

## Palmarés internacional
| Juegos Olímpicos | Juegos Olímpicos         | Juegos Olímpicos  | Juegos Olímpicos |
| Año              | Lugar                    | Medalla           | Prueba           |
| ---------------- | ------------------------ | ----------------- | ---------------- |
| 1996             | Atlanta (Estados Unidos) | Medalla de bronce | Ocho con timonel |